# Écuelles (Senna e Marna)
Écuelles è un comune francese soppresso e frazione del dipartimento di Senna e Marna nella regione dell'Île-de-France. Dal 1º gennaio 2015 si è fuso con il comune di Moret-sur-Loing per formare il nuovo comune di Orvanne.
Per effetto di altre due fusioni successive con altri tre comuni, Écuelles è divenuto parte del nuovo comune di Moret-Loing-et-Orvanne.

## Società

### Evoluzione demografica
Abitanti censiti